# William Helms
William Helms (* im Sussex County, New Jersey; † 1813 im Hamilton County, Ohio) war ein US-amerikanischer Politiker. Zwischen 1801 und 1811 vertrat er den Bundesstaat New Jersey im US-Repräsentantenhaus.

## Werdegang
Die Quellen geben über William Helms nur wenig Auskunft. Während des Unabhängigkeitskrieges diente er in der Kontinentalarmee, wo er bis zum Hauptmann bzw. Brevetmajor aufstieg. Danach begann er eine politische Laufbahn. In den Jahren 1791 und 1792 war er Abgeordneter in der New Jersey General Assembly. Ende der 1790er Jahre schloss sich Helms der von Thomas Jefferson gegründeten Demokratisch-Republikanischen Partei an.
Bei den Kongresswahlen des Jahres 1800 wurde er für den dritten Sitz von New Jersey in das US-Repräsentantenhaus in Washington, D.C. gewählt, wo er am 4. März 1801 die Nachfolge von James Linn antrat. Nach vier Wiederwahlen konnte er bis zum 3. März 1811 fünf Legislaturperioden im Kongress absolvieren. In diese Zeit fiel der von Präsident Jefferson 1803 getätigte Louisiana Purchase. Im Jahr 1804 wurde der zwölfte Verfassungszusatz ratifiziert. Nach dem Ende seiner Zeit im US-Repräsentantenhaus zog William Helms nach Ohio, wo er im Jahr 1813 starb.